# Mount Young, Falklandsöarna
Mount Young är ett berg i territoriet Falklandsöarna (Storbritannien). Det ligger i den västra delen av landet, 190 km väster om huvudstaden Stanley. Toppen på Mount Young är 361 meter över havet.
Terrängen runt Mount Young är huvudsakligen lite kuperad.  Trakten runt Mount Young är nära nog obefolkad, med mindre än två invånare per kvadratkilometer. Det finns inga samhällen i närheten. Trakten runt Mount Young består i huvudsak av gräsmarker.